# Championnat de Hongrie de football
Le Nemzeti Bajnokság I ou NB I en français : « Championnat national », appelé actuellement Fizz Liga, est le championnat de football professionnel de plus haut niveau en Hongrie, depuis sa création en 1901.
Douze équipes s'y affrontent en matchs aller-retour. Jusqu'à la saison 2014-2015 le championnat comptait seize équipes mais la fin de saison est marquée par de nombreuses rétrogradations. L'une des conséquences directes de ces rétrogradations est la modification du nombre d'équipes et l'ajout d'un troisième match entre elles.
À la fin de la saison, depuis la saison 2023-2024, le champion est qualifié pour le 2e tour de qualification de la Ligue des champions de l'UEFA, tandis que le vainqueur de la coupe de Hongrie joue la Ligue Europa et le second et le troisième accèdent à la Ligue Conférence. Les deux derniers du championnat sont, quant à eux, relégués en NB II et sont remplacés par les deux premiers de ce championnat de deuxième division.
En 2024, l'UEFA classe le championnat à la 23e position des championnats européens.

## Histoire

### Les débuts dominés par Ferencváros et le MTK
Dès sa fondation, le 19 janvier 1901, la Fédération de Hongrie de football organise un championnat de football, le Nemzeti Bajnokság I. La première édition réunit cinq équipes de Budapest. Le premier match oppose Budapest TC et Budapest SC. Les trois autres clubs sont Ferencváros TC, Magyar Úszóegylet et MAFC, qui ne termine pas la compétition. Le Budapest TC, premier champion avec huit victoires en autant de matchs, conserve son titre l'année suivante.

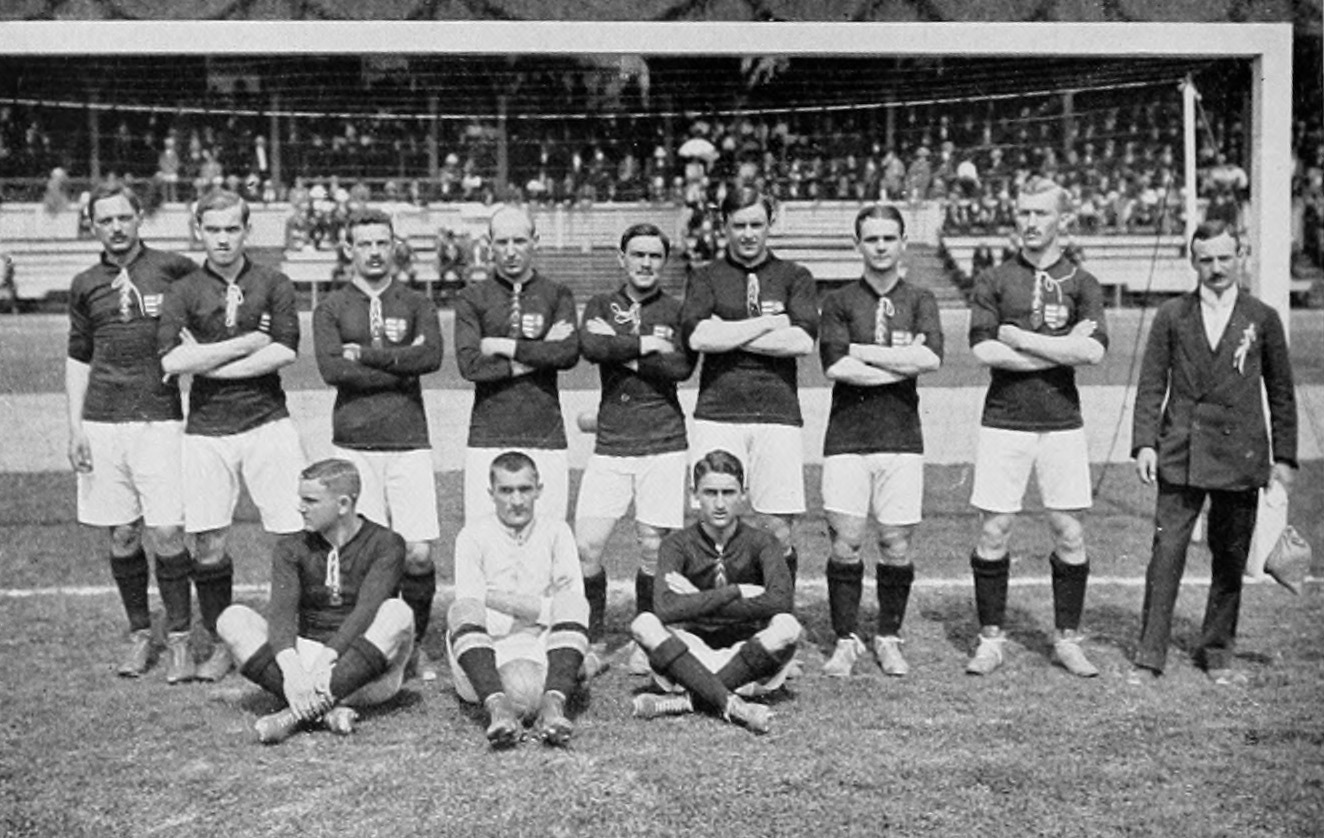
Les Hongrois aux JO de 1912.

Les années 1900 et 1910 sont largement dominées par Ferencváros, dont le seul opposant est le Magyar Testgyakorlók Köre, champion en 1904, 1908 et 1914. L'attaquant de Ferencváros Imre Schlosser-Lakatos est plusieurs fois meilleur buteur de la compétition. La Première Guerre mondiale et le transfert de Schlosser voit la domination se renverser: le MTK de Budapest remporte dix titres d'affilée de 1915 à 1925. Ferencváros remporte à la suite du MTK trois titres d'affilée. Chaque club a alors sa vedette: József Takács à Ferencváros et György Orth au MTK, renommé Hungária FC en 1926.

### Premières confrontations européennes
En 1927 se dispute la première édition de la Coupe Mitropa, une coupe opposant les meilleurs clubs d'Europe centrale. Le MTK et Újpest FC, un club de Budapest qui émerge au plus haut-niveau hongrois, sont éliminés en demi et quart de finale.
Les années 1930 voient Újpest prendre le dessus sur l'historique duo. Il remporte en 1930 son premier championnat de Hongrie, le premier qui échappe à Ferencváros et au MTK depuis près de 30 ans. Le duo devient trio, les trois clubs remportant le titre à tour de rôle. György Sárosi de Ferencváros, Gyula Zsengellér d'Újpest et László Cseh d'Hungária sont les joueurs majeurs du moment. Ferencváros remporte la Coupe Mitropa en 1928 et 1937, Újpest en 1929 et 1939.
La compétition se poursuit pendant les années de la Seconde Guerre mondiale, de nouveaux clubs faisant leur apparition en tête du championnat. Le Csepel, fondé en 1912, est champion en 1942, 1943 et 1948 ; le Nagyváradi AC en 1944. Ce dernier est basé en Transylvanie, un territoire initialement hongrois perdu lors du Traité du Trianon en 1920 au profit de la Roumanie puis récupéré par la Hongrie entre 1940 et 1947. Il remportera le championnat de Roumanie en 1949 en tant que Libertatea Oradea. Les années suivant la fin des combats, Újpest et Ferencváros reprennent leur domination.

### L'âge d'or du championnat hongrois

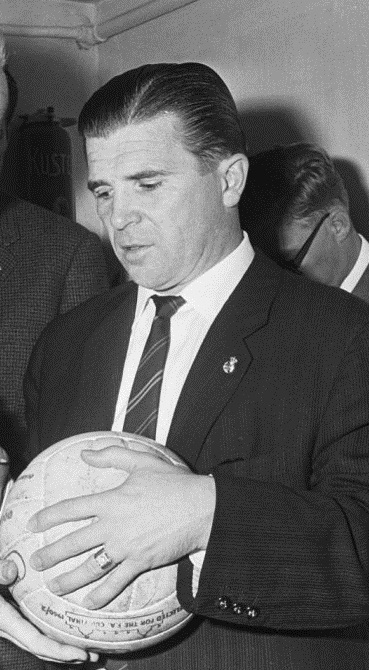
Ferenc Puskás, vedette du Budapest Honvéd

En 1949 la Hongrie adopte un régime communiste. Le début des années 1950 voient l'émergence d'un nouveau géant : le Budapest Honvéd, ex-Kispest, tout juste repris en main et rebaptisé par le ministère de la défense. Il compte dans ses rangs plusieurs membres du futur « Onze d'or hongrois », champion olympique et vice-champion du monde en 1954 : Ferenc Puskás, József Bozsik, Zoltán Czibor ou encore László Budai. Le Honvéd remporte le championnat en 1950 (deux fois), 1952, 1954 et 1955. Le championnat 1956, qu'il domine, est interrompu par l'insurrection de Budapest. Le club ne rentre pas et part en tournée à travers le monde, ses meilleurs joueurs rejoignant bientôt l'Espagne.
Cette époque est marquée par la naissance des coupes d'Europe. L'ancien MTK, désormais baptisé Voros Lobogos, atteint les quarts de finale de la Coupe des clubs champions européens 1955-1956 (le Honvéd, pourtant champion en titre, laisse à son concurrent la qualification pour cette compétition), le Vasas SC, champion au printemps 1957, les demi-finales deux ans plus tard.
Le Vasas s'affirme comme le grand club du moment, remportant le championnat en 1957, 1961, 1962, 1965 et 1966 et la Coupe Mitropa en 1956, 1957, 1960, 1962 et 1965. Ferencváros, mené par Flórián Albert, vainqueur du Ballon d'or en 1967, remporte lui le championnat en 1963, 1964, 1967 et 1968 et la Coupe d'Europe des villes de foires en 1965 face à la Juventus de Turin. Les clubs hongrois multiplient les succès en Coupe d'Europe : le MTK atteint la finale de la Coupe des vainqueurs de coupe en 1964, Ferencváros et Újpest celle de Coupe des villes de foires en 1968 et 1969. Un nouveau venu, Győri Vasas ETO, promu en première division en 1960 et champion surprise à l'automne 1963, n'est éliminé qu'en demi-finale de la Coupe des clubs champions européens 1964-1965.
La sélection nationale profite de cette effervescence pour remporter la médaille d'or aux Jeux olympiques de 1964, atteindre la 3e place des Jeux olympiques de 1960 et de l'Euro 1964 et participer aux Coupes du monde de 1962 et 1966.

### Dominations d'Újpest et du Honvéd, exploit de Videoton
Les années 1970 sont marquées par la domination d'Újpest, dirigé par Lajos Baróti. En 1974, le club atteint les demi-finales de la Coupe des clubs champions européens, où il est battu par le Bayern Munich. Il peut compter en attaque sur le talent des Bene (plusieurs fois meilleur buteur du championnat), Fazekas, Göröcs, Dunai II et Zámbó. En dix saisons, Újpest ne s'incline que quatre fois à domicile. La relève est assurée par Töröcsik et Fekete sur le terrain, et Pál Várhidi sur le banc.
En 1982 et 1983, Győr remporte le championnat, une première en temps de paix pour un club extérieur à Budapest. Mais c'est le Honvéd qui domine la suite de la décennie, lancé en cela par le titre de 1980 remporté par les hommes de Lajos Tichy, son ancienne vedette. Les Détári, Kovács, Illés et Halmai offrent sept titres au club entre 1984 et 1993. Si le Honvéd faillit sur la scène continentale, Újpest et Videoton s'offrent deux épopées européennes, respectivement jusqu'en quart de finale de la Coupe des coupes en 1984 et en finale de la Coupe UEFA en 1985 (où il est battu par le Real Madrid). Cette finale est le dernier exploit continental d'un représentant du championnat hongrois.
La sélection hongroise se qualifie pour les Coupes du monde de 1982 et 1986, une performance qui n'a plus été réalisée par la suite.

### La chute

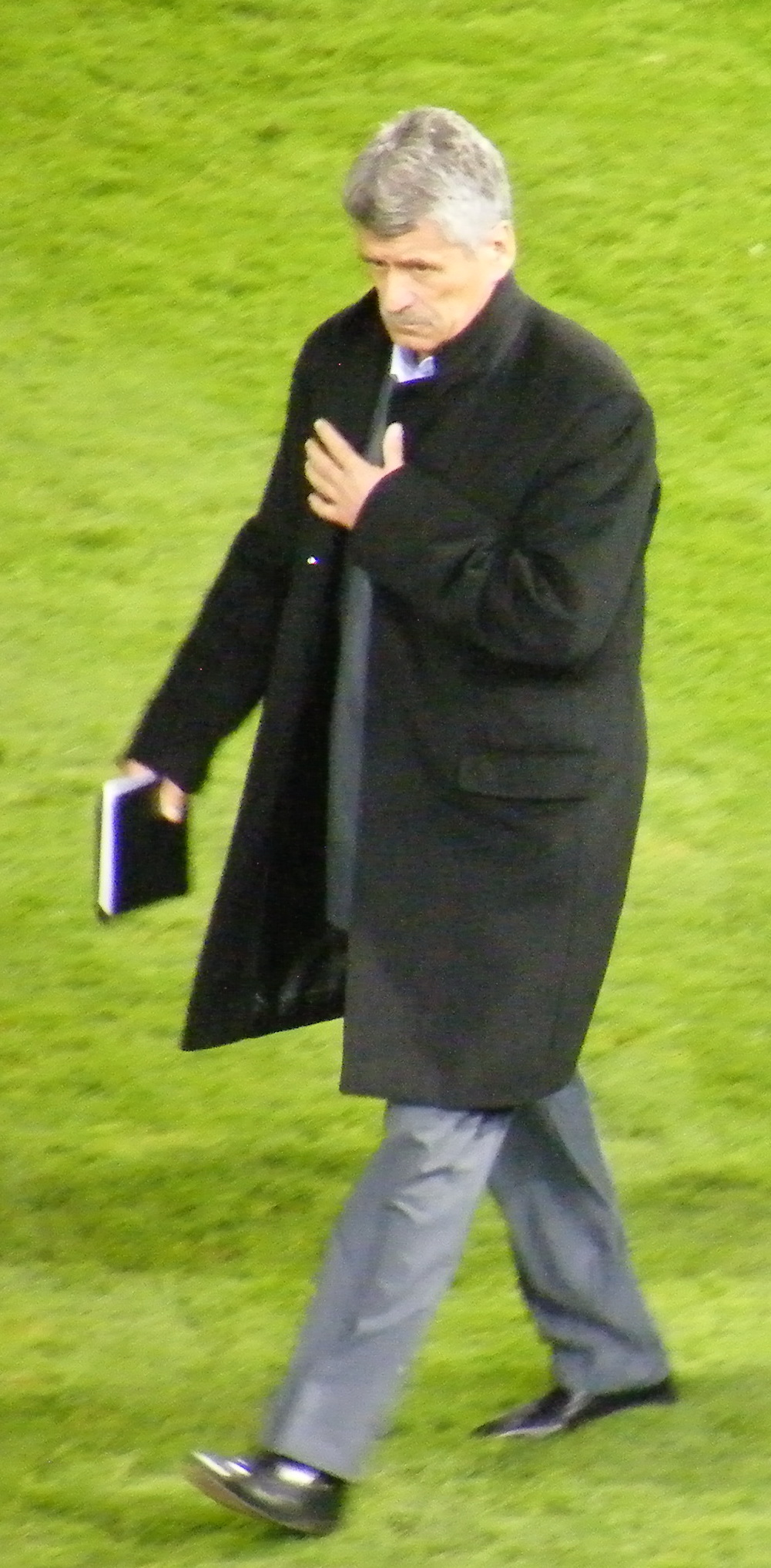
János Csank, entraîneur du Vác et Ferencváros.

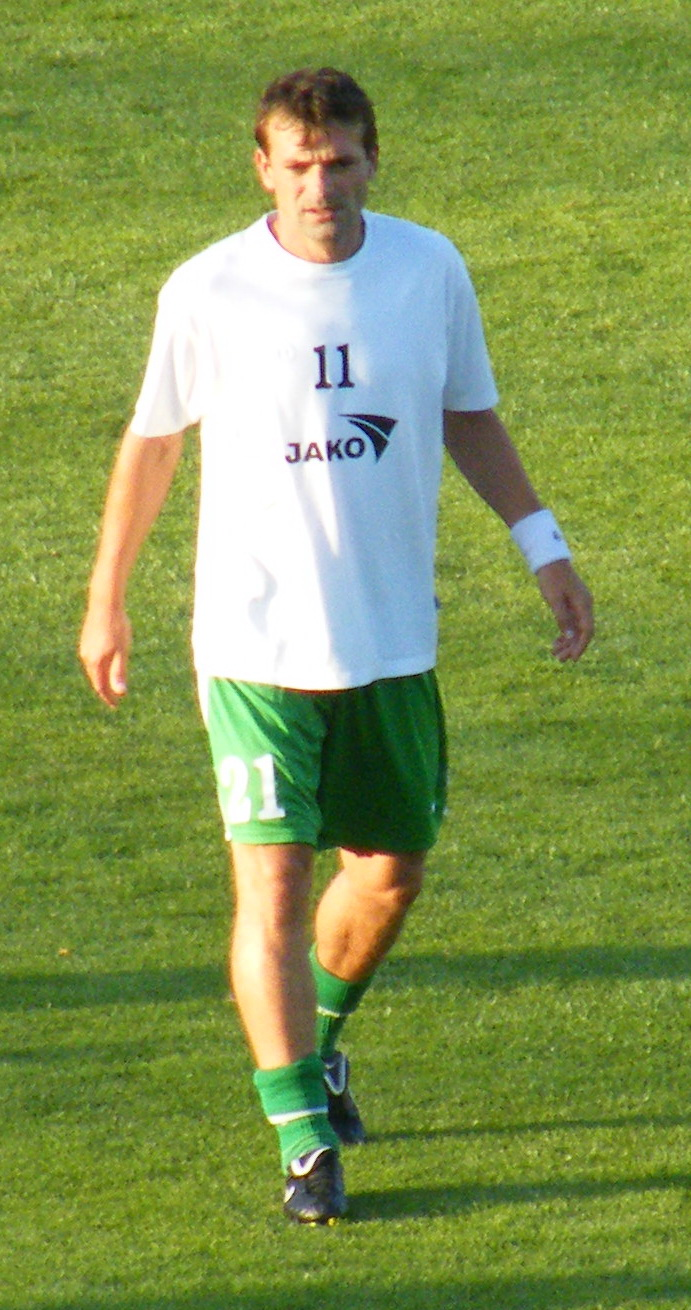
Attila Tököli, meilleur buteur dans les années 2000.

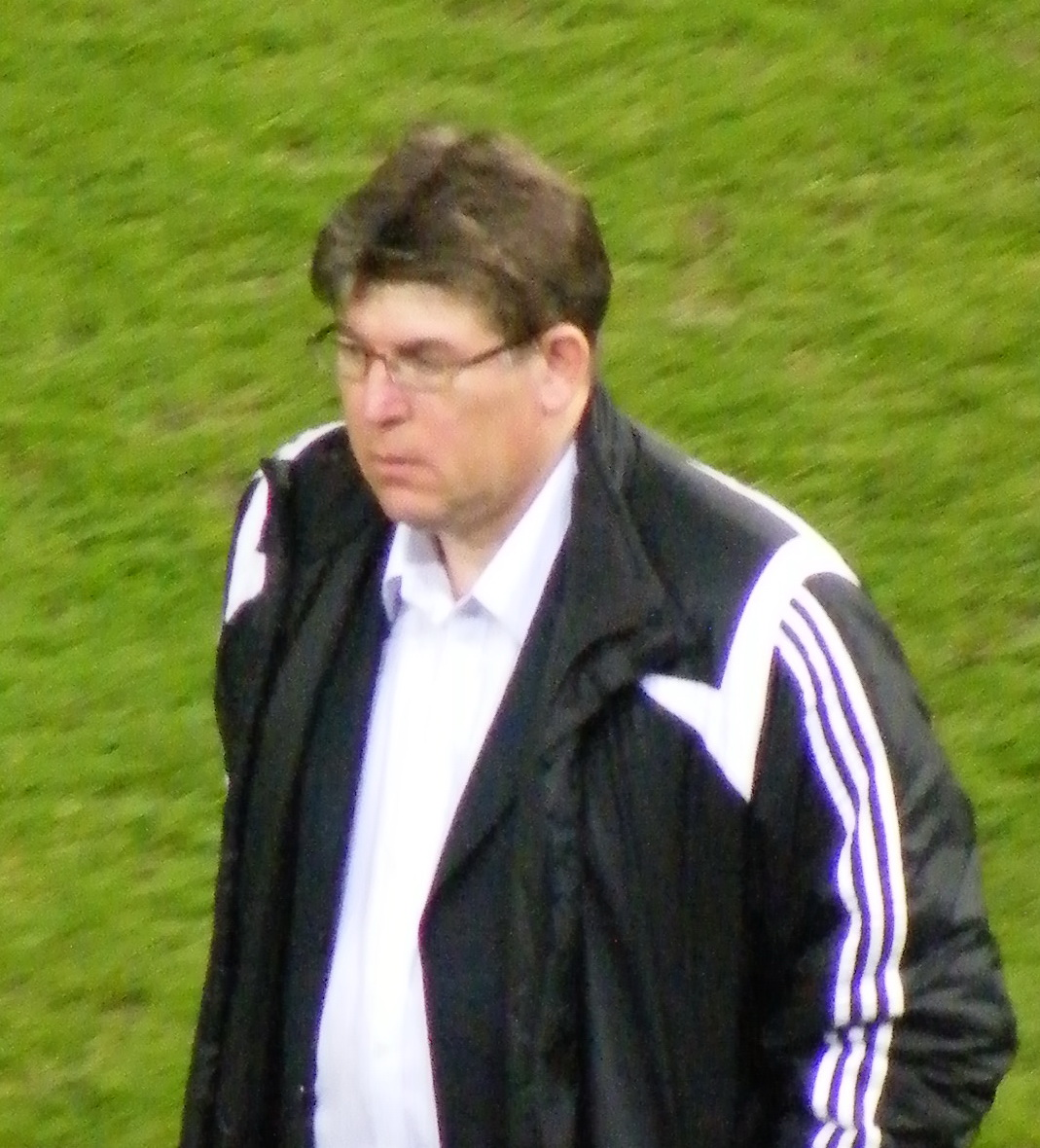
András Herczeg, entraîneur de Debrecen.

Avec la chute du communisme en Hongrie, les clubs perdent le soutien de l'état et se trouvent en difficulté financière, d'autant que les coûts dans le football explosent à la suite de l'arrêt Bosman, handicapant les clubs hongrois sur la scène européenne. Les années 1990 sont cependant toujours dominées sur la scène nationale par les anciens clubs : Ferencváros, MTK ou encore Újpest. En 1994, le Váci FC, dirigé par János Csank, crée la surprise en remportant le championnat. Symbole du recul hongrois en Europe, Ferencváros ne parvient à se qualifier pour les poules de la Ligue des champions qu'en 1995-1996, après avoir battu les Belges d'Anderlecht en tour préliminaire. Et il n'y remporte qu'un seul de ses six matchs.
Les années 2000 marquent une bascule pour le championnat hongrois, qui voit la fin de la domination des clubs de Budapest et l'émergence de nouvelles équipes : Dunaújváros et Zalaegerszeg sont champions en 2000 et 2002, Debrecen domine la deuxième moitié de la décennie. En 2009-2010, il parvient à son tour à se qualifier pour la Ligue des champions, quatorze ans après Ferencváros. Le stade d'Oláh Gábor utca ne répondant pas aux normes de l'UEFA, le club doit organiser ses rencontres au Stade Ferenc-Puskás de Budapest.
Afin d'aider à de meilleurs résultats sur la scène continentale, le gouvernement hongrois décide à la fin des années 2000 d'aider les principaux clubs du pays (Videoton, Debrecen et Győr, les trois principales équipes des années 2000, ainsi que Ferencváros), ce qui déclenche des polémiques[réf. nécessaire].

## Appellation
Le championnat a connu différents noms, particulièrement depuis les années 2000 et l'apparition du nom du sponsor de l'épreuve :
| Période     | Nom                                                                    | Sponsor              |
| ----------- | ---------------------------------------------------------------------- | -------------------- |
| 1997-1998   | Raab-Karcher NB1                                                       | Société Raab-Karcher |
| 1998-2000   | Professzionális Nemzeti Bajnokság (Championnat national professionnel) | Aucun                |
| 2001-2003   | Borsodi Liga                                                           | Bière Borsodi        |
| 2003-2005   | Arany Ászok Liga                                                       | Bière Arany Ászok    |
| 2005-2007   | Borsodi Liga                                                           | Bière Borsodi        |
| 2007-2010   | Soproni Liga                                                           | Bière Soproni        |
| 2010-2011   | Monicomp Liga                                                          | Société Monicomp     |
| Depuis 2011 | OTP Bank Liga                                                          | Banque OTP           |

## Palmarès
| Saison  | Champion                                      |
| 1901    | Budapesti TC (1)                              |
| 1902    | Budapesti TC (2)                              |
| 1903    | Ferencváros (1)                               |
| 1904    | MTK Budapest (1)                              |
| 1905    | Ferencváros (2)                               |
| 1906–07 | Ferencváros (3)                               |
| 1907–08 | MTK Budapest (2)                              |
| 1908–09 | Ferencváros (4)                               |
| 1909–10 | Ferencváros (5)                               |
| 1910–11 | Ferencváros (6)                               |
| 1911–12 | Ferencváros (7)                               |
| 1912–13 | Ferencváros (8)                               |
| 1913–14 | MTK Budapest (3)                              |
| 1914–15 | Non officiel                                  |
| 1915–16 | Non officiel                                  |
| 1916–17 | MTK Budapest (4)                              |
| 1917–18 | MTK Budapest (5)                              |
| 1918–19 | MTK Budapest (6)                              |
| 1919–20 | MTK Budapest (7)                              |
| 1920–21 | MTK Budapest (8)                              |
| 1921–22 | MTK Budapest (9)                              |
| 1922–23 | MTK Budapest (10)                             |
| 1923–24 | MTK Budapest (11)                             |
| 1924–25 | MTK Budapest (12)                             |
| 1925–26 | Ferencváros (9)                               |
| 1926–27 | Ferencváros (10)                              |
| 1927–28 | Ferencváros (11)                              |
| 1928–29 | MTK (13)                                      |
| 1929–30 | Újpest (1)                                    |
| 1930–31 | Újpest (2)                                    |
| 1931–32 | Ferencváros (12)                              |
| 1932–33 | Újpest (3)                                    |
| 1933–34 | Ferencváros (13)                              |
| 1934–35 | Újpest (4)                                    |
| 1935–36 | MTK Budapest (14)                             |
| 1936–37 | MTK Budapest (15)                             |
| 1937–38 | Ferencváros (14)                              |
| 1938–39 | Újpest (5)                                    |
| 1939–40 | Ferencváros (15)                              |
| 1940–41 | Ferencváros (16)                              |
| 1941–42 | Csepel (1)                                    |
| 1942–43 | Csepel (2)                                    |
| 1943–44 | Nagyváradi AC (1)                             |
| 1944    | Non officiel                                  |
| 1945    | Újpest (6)                                    |
| 1945–46 | Újpest (7)                                    |
| 1946–47 | Újpest (8)                                    |
| 1947–48 | Csepel (3)                                    |
| 1948–49 | Ferencváros (17)                              |
| 1949–50 | Honvéd (1)                                    |
| 1950    | Honvéd (2)                                    |
| 1951    | MTK Budapest (16)                             |
| 1952    | Honvéd (3)                                    |
| 1953    | MTK Budapest (17)                             |
| 1954    | Honvéd (4)                                    |
| 1955    | Honvéd (5)                                    |
| 1956    | Abandonner à cause de la révolution hongroise |
| 1957    | Vasas (1)                                     |
| 1957–58 | MTK (18)                                      |
| 1958–59 | Csepel (4)                                    |
| 1959–60 | Újpest (9)                                    |
| 1960–61 | Vasas (2)                                     |
| 1961–62 | Vasas (3)                                     |
| 1962–63 | Ferencváros (18)                              |
| 1963    | Győr (1)                                      |
| 1964    | Ferencváros (19)                              |
| 1965    | Vasas (4)                                     |
| 1966    | Vasas (5)                                     |
| 1967    | Ferencváros (20)                              |
| 1968    | Ferencváros (21)                              |
| 1969    | Újpest (10)                                   |
| 1970    | Újpest (11)                                   |
| 1970–71 | Újpest (12)                                   |
| 1971–72 | Újpest (13)                                   |
| 1972–73 | Újpest (14)                                   |
| 1973–74 | Újpest (15)                                   |
| 1974–75 | Újpest (16)                                   |
| 1975–76 | Ferencváros (22)                              |
| 1976–77 | Vasas (6)                                     |
| 1977–78 | Újpest (17)                                   |
| 1978–79 | Újpest (18)                                   |
| 1979–80 | Honvéd (6)                                    |
| 1980–81 | Ferencváros (23)                              |
| 1981–82 | Győr (2)                                      |
| 1982–83 | Győr (3)                                      |
| 1983–84 | Honvéd (7)                                    |
| 1984–85 | Honvéd (8)                                    |
| 1985–86 | Honvéd (9)                                    |
| 1986–87 | MTK Budapest (19)                             |
| 1987–88 | Honvéd (10)                                   |
| 1988–89 | Honvéd (11)                                   |
| 1989–90 | Újpest (19)                                   |
| 1990–91 | Honvéd (12)                                   |
| 1991–92 | Ferencváros (24)                              |
| 1992–93 | Honvéd (13)                                   |
| 1993–94 | Vác FC (1)                                    |
| 1994–95 | Ferencváros (25)                              |
| 1995–96 | Ferencváros (26)                              |
| 1996–97 | MTK (20)                                      |
| 1997–98 | Újpest (20)                                   |
| 1998–99 | MTK Budapest (21)                             |
| 1999–00 | Dunaújváros (1)                               |
| 2000–01 | Ferencváros (27)                              |
| 2001–02 | Zalaegerszeg (1)                              |
| 2002–03 | MTK Budapest (22)                             |
| 2003–04 | Ferencváros (28)                              |
| 2004–05 | Debrecen (1)                                  |
| 2005–06 | Debrecen (2)                                  |
| 2006–07 | Debrecen (3)                                  |
| 2007–08 | MTK Budapest (23)                             |
| 2008–09 | Debrecen (4)                                  |
| 2009–10 | Debrecen (5)                                  |
| 2010–11 | Fehérvár (1)                                  |
| 2011–12 | Debrecen (6)                                  |
| 2012–13 | Győr (4)                                      |
| 2013–14 | Debrecen (7)                                  |
| 2014–15 | Fehérvár (2)                                  |
| 2015–16 | Ferencváros (29)                              |
| 2016–17 | Honvéd (14)                                   |
| 2017–18 | Fehérvár (3)                                  |
| 2018–19 | Ferencváros (30)                              |
| 2019–20 | Ferencváros (31)                              |
| 2020–21 | Ferencváros (32)                              |
| 2021–22 | Ferencváros (33)                              |
| 2022–23 | Ferencváros (34)                              |
| 2023–24 | Ferencváros (35)                              |
| 2024–25 | Ferencváros (36)                              |

## Bilan
| Club          | Titres | Années |
| ------------- | ------ | --- |
| Ferencváros   | 36     | 1903, 1905, 1907, 1909, 1910, 1911, 1912, 1913, 1926, 1927, 1928, 1932, 1934, 1938, 1940, 1941, 1949, 1963, 1964, 1967, 1968, 1976, 1981, 1992, 1995, 1996, 2001, 2004, 2016, 2019, 2020, 2021, 2022, 2023, 2024, 2025 |
| MTK Budapest  | 23     | 1904, 1908, 1914, 1917, 1918, 1919, 1920, 1921, 1922, 1923, 1924, 1925, 1929, 1936, 1937, 1951, 1953, 1958, 1987, 1997, 1999, 2003, 2008                                                                               |
| Újpest        | 21     | 1930, 1931, 1933, 1935, 1939, 1945, 1946, 1947, 1960, 1969, 1970, 1971, 1972, 1973, 1974, 1975, 1978, 1979, 1990, 1998                                                                                                 |
| Honvéd        | 13     | 1950, 1952, 1954, 1955, 1980, 1984, 1985, 1986, 1988, 1989, 1991, 1993, 2017 |
| Debrecen      | 7      | 2005, 2006, 2007, 2009, 2010, 2012, 2014 |
| Vasas         | 6      | 1957, 1961, 1962, 1965, 1966, 1977 |
| Csepel SC     | 4      | 1942, 1943, 1948, 1959 |
| Győr          | 4      | 1963, 1982, 1983, 2013 |
| Fehérvár      | 3      | 2011, 2015, 2018 |
| Budapest TC   | 2      | 1901, 1902 |
| Nagyváradi AC | 1      | 1944 |
| Vác FC        | 1      | 1994 |
| Dunaújváros   | 1      | 2000 |
| Zalaegerszeg  | 1      | 2002 |

## Statistiques

### Meilleurs buteurs
|    | Joueurs          | Buts |
| -- | ---------------- | ---- |
| 1  | Imre Schlosser   | 411  |
| 2  | Ferenc Szusza    | 393  |
| 3  | Gyula Zsengellér | 387  |
| 4  | József Takács    | 360  |
| 5  | Ferenc Puskás    | 357  |
| 6  | György Sárosi    | 351  |
| 7  | Gyula Szilágyi   | 313  |
| 8  | Ferenc Deák      | 305  |
| 9  | Ferenc Bene      | 303  |
| 10 | Géza Toldi       | 271  |

## Compétitions européennes

### Classement du championnat
Le tableau ci-dessous récapitule le classement de la Hongrie au coefficient UEFA depuis 1960. Ce coefficient par nation est utilisé pour attribuer à chaque pays un nombre de places pour les compétitions européennes ainsi que les tours auxquels les clubs doivent entrer dans la compétition.
| 1960 | 1961 | 1962 | 1963 | 1964 | 1965 | 1966 | 1967 | 1968 | 1969 | 1970 | 1971 | 1972 | 1973 | 1974 | 1975 | 1976 | 1977 | 1978 | 1979 | 1980 | 1981 | 1982 | 1983 | 1984 | 1985 | 1986 | 1987 | 1988 | 1989 | 1990 | 1991 | 1992 |
| ---- | ---- | ---- | ---- | ---- | ---- | ---- | ---- | ---- | ---- | ---- | ---- | ---- | ---- | ---- | ---- | ---- | ---- | ---- | ---- | ---- | ---- | ---- | ---- | ---- | ---- | ---- | ---- | ---- | ---- | ---- | ---- | ---- |
| 7    | 9    | 4    | 11   | 7    | 5    | 3    | 4    | 2    | 2    | 2    | 2    | 2    | 5    | 14   | 11   | 8    | 10   | 11   | 11   | 12   | 13   | 18   | 19   | 20   | 21   | 18   | 19   | 18   | 16   | 22   | 25   | 22   |
| 1993 | 1994 | 1995 | 1996 | 1997 | 1998 | 1999 | 2000 | 2001 | 2002 | 2003 | 2004 | 2005 | 2006 | 2007 | 2008 | 2009 | 2010 | 2011 | 2012 | 2013 | 2014 | 2015 | 2016 | 2017 | 2018 | 2019 | 2020 | 2021 | 2022 | 2023 | 2024 | 2025 |
| 21   | 21   | 21   | 20   | 25   | 19   | 23   | 23   | 24   | 27   | 27   | 25   | 24   | 24   | 24   | 26   | 35   | 36   | 32   | 29   | 29   | 28   | 31   | 33   | 33   | 36   | 33   | 33   | 28   | 27   | 25   | 24   | 24   |

Le tableau suivant affiche le coefficient actuel du championnat hongrois.
| Rang | Pays      | 2021-2022 | 2022-2023 | 2023-2024 | 2024-2025 | 2025-2026 | Coefficient |
| ---- | --------- | --------- | --------- | --------- | --------- | --------- | ----------- |
| 21   | Croatie   | 6,000     | 3,375     | 5,875     | 5,875     | 0,000     | 21,125      |
| 22   | Serbie    | 9,500     | 5,375     | 1,400     | 3,725     | 0,000     | 20,000      |
| 23   | Hongrie   | 2,750     | 5,875     | 4,500     | 6,625     | 0,000     | 19,750      |
| 24   | Slovaquie | 4,125     | 6,000     | 5,000     | 4,625     | 0,000     | 19,750      |
| 25   | Roumanie  | 2,250     | 6,250     | 3,250     | 7,750     | 0,000     | 19,500      |

### Coefficient UEFA des clubs
| Rang | Club                | 2020-2021 | 2021-2022 | 2022-2023 | 2023-2024 | 2024-2025 | Coefficient |
| ---- | ------------------- | --------- | --------- | --------- | --------- | --------- | ----------- |
| 57   | Ferencvárosi TC     | 5,000     | 3,000     | 12,000    | 9,000     | 10,000    | 39,000      |
| 182  | Fehérvár FC         | 2,500     | 1,000     | 2,500     | –         | 2,000     | 8,000       |
| 237  | Puskás Akadémia FC  | 1,000     | 1,500     | 1,500     | –         | 2,500     | 6,500       |
| 291  | Paksi FC            | –         | –         | –         | –         | 2,500     | 4,800       |
| 292  | Debreceni VSC       | –         | –         | –         | 2,000     | –         | 4,800       |
| 293  | Zalaegerszegi TE FC | –         | –         | –         | 1,500     | –         | 4,800       |
| 294  | Kecskeméti TE       | –         | –         | –         | 1,500     | –         | 4,800       |
| 295  | Kisvárda FC         | –         | –         | 2,000     | –         | –         | 4,800       |
| 296  | Újpest FC           | –         | 2,000     |           | –         | –         | 4,800       |
| 297  | Honvéd FC           | 1,500     | –         | –         | –         | –         | 4,800       |